# Adrianni Zanatta Alarcon
Adrianni Zanatta Alarcón nació el día 6 de noviembre de 1987 en la ciudad de Orizaba Veracruz. Es ingeniero en mecatrónica e investigador en ciencia de los materiales, desarrollando procesos de impresión 3D mediante la fusión de materiales metálicos con estructura nanométricas.

## Carrera
Desde su infancia mostró inquietud por la mecánica, razón por la que estudió Ingeniería mecatrónica en el Instituto Tecnológico y de Estudios Superiores de Monterrey Campus Puebla. Posteriormente estudió una especialización en propiedad Intelectual en el Instituto Tecnológico y de Estudios Superiores de Monterrey impartida por el Campus Monterrey. En el año 2016 finalizó el posgrado de ingeniería mecánica y materiales en el Politecnico di Milano.

## Invenciones
Adrianni durante su carrera ha contribuido al desarrollo de diversos proyectos en el sector de materiales, obteniendo la solicitud de 20 patentes de Innovación tecnológica en México, ha participado activamente el la redacción de artículos para diversos medios de divulgación científica.

### Premios
- Premio Nacional de la Juventud 2014, Categoría: Ciencia y Tecnología. Máxima distinción otorgada por el gobierno mexicano a la juventud. [20-11-2014][3]
- Ciudadano distinguido de Orizaba Veracruz.[4]
- Investigador vinculado a una universidad con el mayor número de patentes solicitadas. Otorgado por la firma Alta Ventures México en el marco del encuentro IncMonterrey, el festival de emprendimiento más grande de América Latina. [08-11-2014][5]